# Franco Semioli
Franco Semioli (Cirié, 20 giugno 1980) è un allenatore di calcio ed ex calciatore italiano, di ruolo centrocampista.

## Biografia
Ha un figlio di nome Christian, nato il 31 luglio 2008, durante il periodo in cui giocava per la Fiorentina.

## Carriera

### Giocatore

#### Club

##### Torino e vari prestiti
Muove i primi passi nel San Maurizio Canavese, squadra dalla quale il Torino lo preleva all'età di otto anni. Nel club granata compie tutta la trafila delle giovanili fino a debuttare in prima squadra nella stagione di Serie B 1998-1999 giocando 2 partite.
L'anno seguente viene prestato alla Salernitana, sempre in Serie B, con cui gioca 24 incontri. Tornato al Torino, la stagione successiva disputa 16 gare (con un gol) e ottiene la promozione in Serie A dopo la vittoria del campionato di Serie B 2000-2001.
Nell'estate 2001 viene acquistato in compartecipazione dall'Inter.
Nel 2001-2002 è inizialmente sempre al Torino, in Serie A, con cui debutta nel derby contro la Juventus il 14 ottobre 2001, e con cui gioca 3 incontri; a gennaio viene mandato in Serie B alla Ternana, dove gioca 12 partite ottenendo la retrocessione della squadra umbra in Serie C1 all'ultima giornata (la squadra verrà poi ripescata).
Nella stagione 2002-2003, passato al Vicenza, in Serie B, sotto la guida dell'allenatore Andrea Mandorlini colleziona 31 presenze con 3 gol in campionato.

##### Chievo
Nella stagione 2003-2004 passa in compartecipazione al Chievo in Serie A. Di questa squadra diventa titolare del centrocampo, giocando 133 partite di campionato nell'arco di quattro stagioni e mettendo a segno 10 gol.
Nell'estate 2005 viene acquistata dalla società clivense la metà del cartellino del giocatore, detenuta ancora dall'Inter. Nella stagione successiva ottiene la retrocessione con la squadra.
Nella stagione 2006-2007 riesce a fare il suo esordio nelle due principali competizioni europee: il 10 agosto 2006 fa il suo esordio nei preliminari di Champions League nella sfida tra il Levski Sofia e il Chievo terminata 2-0 per la squadra bulgara. Il 14 settembre 2006 invece fa il suo esordio in Coppa UEFA nell'incontro tra Sporting Braga e Chievo terminato 2-0 per la squadra portoghese.

##### Fiorentina

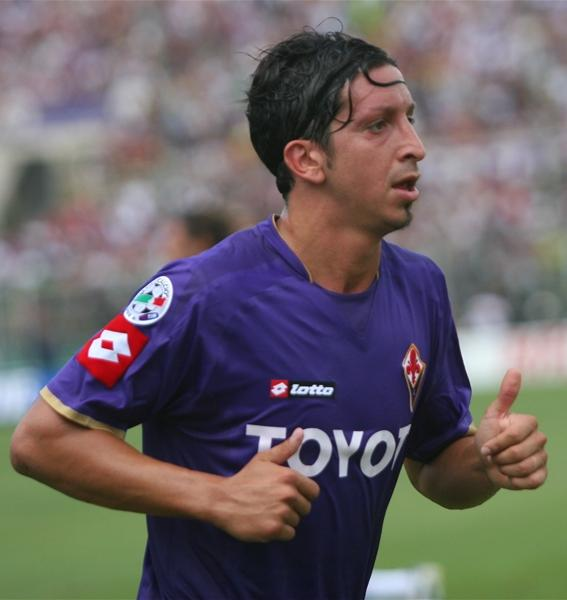
Semioli in maglia viola durante campionato di Serie A 2007-2008

Nel luglio del 2007 viene acquistato dalla Fiorentina per 7 milioni di euro. Il successivo 20 settembre, nell'andata del primo turno di qualificazione di Coppa UEFA, segna il suo primo gol in Europa e in maglia viola a Groninga al 65'. Nella stagione 2007-2008 totalizza 21 presenze e 2 gol in Serie A.
Nella stagione 2008-2009, con la qualificazione alla UEFA Champions League, riesce a totalizzare 22 presenze in campionato.

##### Sampdoria
Al termine della stagione viene ceduto a titolo definitivo alla Sampdoria per 5 milioni di euro, voluto dal tecnico di allora Luigi Delneri, e firma un contratto quadriennale. Fa il suo esordio in blucerchiato il 23 agosto 2009 nell'incontro vinto dalla Sampdoria a Catania per 2-1. Nella prima parte della stagione, per un infortunio alla spalla, non riesce a collezionare molte presenze. Rientrato stabilmente tra i giocatori titolari, il 24 gennaio 2010 trova con la maglia blucerchiata il suo primo gol in Udinese-Sampdoria, siglando la rete del definitivo 2-3 a favore dei liguri.

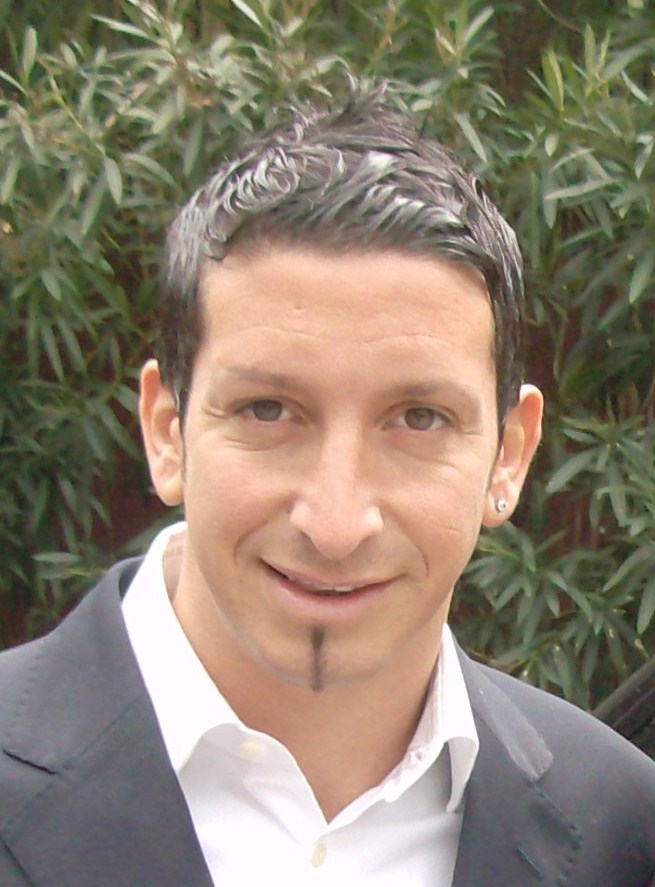
Semioli in una foto del 2010

##### Ritorno al Vicenza
Il 7 settembre 2012 viene ceduto a titolo definitivo al Vicenza, in Serie B. Il 9 febbraio 2013, dopo oltre tre anni senza segnature, torna al gol siglando la rete che decide il derby con il Verona. Il 23 luglio 2013 si svincola dal club veneto.

##### Chieri
Il 3 ottobre 2014 viene ingaggiato dal Chieri, militante in Serie D, In due anni mette insieme in tutto 55 presenze e 6 gol, e il 3 giugno 2016 annuncia il ritiro dal calcio giocato.

#### Nazionale
Franco Semioli è stato convocato 35 volte nelle varie selezioni delle nazionali italiane scendendo in campo 27 volte segnando in totale 10 gol.
L'esordio in Nazionale arriva a 26 anni, il 16 agosto 2006 durante Italia-Croazia (0-2), prima partita del CT Roberto Donadoni.

### Allenatore

#### Gli inizi
Una volta ritiratosi, Semioli diventa subito il vice allenatore e il tecnico della squadra Juniores del Chieri.
Il 13 giugno 2017, inizia a Coverciano il corso da allenatore professionista per la categoria UEFA A, che abilita ad allenare formazioni giovanili e squadre fino alla Serie C e consente anche di assumere l'incarico di allenatore in seconda in Serie A e B. Il 7 settembre seguente, supera con esito positivo l'esame di fine corso.
Dopo il biennio al Chieri, per la stagione 2018-2019 è chiamato a guidare la squadra under 17 della Pro Vercelli.
Nella stagione 2019-2020 fa ritorno, dopo un passato da calciatore, al Torino, questa volta in veste di allenatore della squadra under 17. Viene poi promosso sulla panchina della squadra under 18 nella stagione seguente.

#### Novara
Nell'estate 2022, è chiamato ad allenare la Primavera del rinato Novara, neopromosso in Serie C. Dopo un breve periodo di transizione tra l'esonero di Marco Marchionni e la nomina di Roberto Cevoli, il 1º dicembre 2022 Semioli viene promosso alla guida della prima squadra dei piemontesi, dopo l'esonero dell'allenatore italo-sanmarinese, che aveva lasciato la squadra al settimo posto, con 24 punti dopo 16 turni. Il successivo 16 gennaio, dopo aver raccolto 7 punti in 6 partite e con la squadra ottava in classifica, viene esonerato e sostituito da Marco Marchionni.

## Statistiche

### Presenze e reti nei club
| Stagione          | Squadra           | Campionato        | Campionato | Campionato | Coppe nazionali | Coppe nazionali | Coppe nazionali | Coppe continentali | Coppe continentali | Coppe continentali | Altre coppe | Altre coppe | Altre coppe | Totale | Totale |
| Stagione          | Squadra           | Comp              | Pres       | Reti       | Comp            | Pres            | Reti            | Comp               | Pres               | Reti               | Comp        | Pres        | Reti        | Pres   | Reti   |
| ----------------- | ----------------- | ----------------- | ---------- | ---------- | --------------- | --------------- | --------------- | ------------------ | ------------------ | ------------------ | ----------- | ----------- | ----------- | ------ | ------ |
| 1997-1998         | Torino            | B                 | 0          | 0          | CI              | 0               | 0               | -                  | -                  | -                  | -           | -           | -           | 0      | 0      |
| 1998-1999         | Torino            | B                 | 2          | 0          | CI              | 0               | 0               | -                  | -                  | -                  | -           | -           | -           | 2      | 0      |
| 1999-2000         | Salernitana       | B                 | 22         | 0          | CI              | 1               | 1               | -                  | -                  | -                  | -           | -           | -           | 23     | 1      |
| 2000-2001         | Torino            | B                 | 16         | 1          | CI              | 3               | 0               | -                  | -                  | -                  | -           | -           | -           | 19     | 1      |
| 2001-gen. 2002    | Torino            | A                 | 3          | 0          | CI              | 2               | 0               | -                  | -                  | -                  | -           | -           | -           | 5      | 0      |
| Totale Torino     | Totale Torino     | Totale Torino     | 21         | 1          |                 | 5               | 0               |                    | -                  | -                  |             | -           | -           | 26     | 1      |
| gen.-giu. 2002    | Ternana           | B                 | 12         | 0          | CI              | -               | -               | -                  | -                  | -                  | -           | -           | -           | 12     | 0      |
| 2002-2003         | Vicenza           | B                 | 31         | 2          | CI              | 3               | 0               | -                  | -                  | -                  | -           | -           | -           | 34     | 2      |
| 2003-2004         | Chievo            | A                 | 31         | 2          | CI              | 2               | 0               | -                  | -                  | -                  | -           | -           | -           | 33     | 2      |
| 2004-2005         | Chievo            | A                 | 35         | 5          | CI              | 0               | 0               | -                  | -                  | -                  | -           | -           | -           | 35     | 5      |
| 2005-2006         | Chievo            | A                 | 35         | 1          | CI              | 3               | 1               | -                  | -                  | -                  | -           | -           | -           | 38     | 2      |
| 2006-2007         | Chievo            | A                 | 32         | 2          | CI              | 0               | 0               | UCL+CU             | 2+1                | 0                  | -           | -           | -           | 35     | 2      |
| Totale Chievo     | Totale Chievo     | Totale Chievo     | 133        | 10         |                 | 5               | 1               |                    | 3                  | 0                  |             | -           | -           | 141    | 11     |
| 2007-2008         | Fiorentina        | A                 | 21         | 2          | CI              | 4               | 1               | CU                 | 7                  | 1                  | -           | -           | -           | 32     | 4      |
| 2008-2009         | Fiorentina        | A                 | 21         | 0          | CI              | 0               | 0               | UCL+CU             | 0+2                | 0                  | -           | -           | -           | 23     | 0      |
| Totale Fiorentina | Totale Fiorentina | Totale Fiorentina | 42         | 2          |                 | 4               | 1               |                    | 9                  | 1                  |             | -           | -           | 55     | 4      |
| 2009-2010         | Sampdoria         | A                 | 26         | 2          | CI              | 0               | 0               | -                  | -                  | -                  | -           | -           | -           | 26     | 2      |
| 2010-2011         | Sampdoria         | A                 | 7          | 0          | CI              | 0               | 0               | UCL+UEL            | 2+1                | 0                  | -           | -           | -           | 10     | 0      |
| 2011-2012         | Sampdoria         | B                 | 18         | 0          | CI              | 1               | 0               | -                  | -                  | -                  | -           | -           | -           | 19     | 0      |
| Totale Sampdoria  | Totale Sampdoria  | Totale Sampdoria  | 51         | 2          |                 | 1               | 0               |                    | 3                  | 0                  |             | -           | -           | 55     | 2      |
| 2012-2013         | Vicenza           | B                 | 29         | 1          | CI              | -               | -               | -                  | -                  | -                  | -           | -           | -           | 29     | 1      |
| Totale Vicenza    | Totale Vicenza    | Totale Vicenza    | 60         | 3          |                 | 3               | 0               |                    | -                  | -                  |             | -           | -           | 63     | 3      |
| 2014-2015         | Chieri            | D                 | 28         | 4          | CI-D            | 0               | 0               | -                  | -                  | -                  | -           | -           | -           | 28     | 4      |
| 2015-2016         | Chieri            | D                 | 26+1       | 2          | CI-D            | 4               | 4               | -                  | -                  | -                  | -           | -           | -           | 31     | 6      |
| Totale Chieri     | Totale Chieri     | Totale Chieri     | 54+1       | 6          |                 | 4               | 4               |                    | -                  | -                  |             | -           | -           | 59     | 10     |
| Totale carriera   | Totale carriera   | Totale carriera   | 396        | 24         |                 | 23              | 7               |                    | 15                 | 1                  |             | -           | -           | 434    | 32     |

### Cronologia presenze e reti in nazionale
| Cronologia completa delle presenze e delle reti in nazionale ― Italia | Cronologia completa delle presenze e delle reti in nazionale ― Italia | Cronologia completa delle presenze e delle reti in nazionale ― Italia | Cronologia completa delle presenze e delle reti in nazionale ― Italia | Cronologia completa delle presenze e delle reti in nazionale ― Italia | Cronologia completa delle presenze e delle reti in nazionale ― Italia | Cronologia completa delle presenze e delle reti in nazionale ― Italia | Cronologia completa delle presenze e delle reti in nazionale ― Italia |
| Data                                                                  | Città                                                                 | In casa                                                               | Risultato                                                             | Ospiti                                                                | Competizione                                                          | Reti                                                                  | Note                                                                  |
| --------------------------------------------------------------------- | --------------------------------------------------------------------- | --------------------------------------------------------------------- | --------------------------------------------------------------------- | --------------------------------------------------------------------- | --------------------------------------------------------------------- | --------------------------------------------------------------------- | --------------------------------------------------------------------- |
| 16-8-2006                                                             | Livorno                                                               | Italia                                                                | 0 – 2                                                                 | Croazia                                                               | Amichevole                                                            | -                                                                     | 46’                                                                   |
| 6-9-2006                                                              | Parigi                                                                | Francia                                                               | 3 – 1                                                                 | Italia                                                                | Qual. Euro 2008                                                       | -                                                                     | 54’                                                                   |
| 17-10-2007                                                            | Siena                                                                 | Italia                                                                | 2 – 0                                                                 | Sudafrica                                                             | Amichevole                                                            | -                                                                     | 87’                                                                   |
| Totale                                                                |                                                                       | Presenze                                                              | 3                                                                     |                                                                       | Reti                                                                  | 0                                                                     |                                                                       |

### Statistiche da allenatore

#### Club
Statistiche aggiornate al 16 gennaio 2023. In grassetto le competizioni vinte.
| Stagione            | Squadra         | Campionato      | Campionato | Campionato | Campionato | Campionato | Coppe nazionali | Coppe nazionali | Coppe nazionali | Coppe nazionali | Coppe nazionali | Coppe continentali | Coppe continentali | Coppe continentali | Coppe continentali | Coppe continentali | Altre coppe | Altre coppe | Altre coppe | Altre coppe | Altre coppe | Totale | Totale | Totale | Totale | % Vittorie | Piazzamento |
| Stagione            | Squadra         | Comp            | G          | V          | N          | P          | Comp            | G               | V               | N               | P               | Comp               | G                  | V                  | N                  | P                  | Comp        | G           | V           | N           | P           | G      | V      | N      | P      | %          | Piazzamento |
| ------------------- | --------------- | --------------- | ---------- | ---------- | ---------- | ---------- | --------------- | --------------- | --------------- | --------------- | --------------- | ------------------ | ------------------ | ------------------ | ------------------ | ------------------ | ----------- | ----------- | ----------- | ----------- | ----------- | ------ | ------ | ------ | ------ | ---------- | ----------- |
| dic. 2022-gen. 2023 | Novara          | C               | 6          | 2          | 1          | 3          | CI-C            | 0               | 0               | 0               | 0               | -                  | -                  | -                  | -                  | -                  | -           | -           | -           | -           | -           | 6      | 2      | 1      | 3      | 33,33      | Sub., Eson. |
| Totale carriera     | Totale carriera | Totale carriera | 6          | 2          | 1          | 3          |                 | 0               | 0               | 0               | 0               |                    | -                  | -                  | -                  | -                  |             | -           | -           | -           | -           | 6      | 2      | 1      | 3      | 33,33      |             |

## Palmarès

### Giocatore

#### Club

##### Competizioni giovanili
- Torneo di Viareggio: 1

Torino: 1998

##### Competizioni nazionali
- Campionato italiano di Serie B: 1

Torino: 2000-2001